# Каруїдзава

36°20′54″ пн. ш. 138°35′49″ сх. д. / 36.34833° пн. ш. 138.59694° сх. д.
Каруїдза́ва (яп. 軽井沢町, かるいざわまち, МФА: [kaɾu.id͡zawa mat͡ɕi̥]) — містечко в Японії, в повіті Кіта-Саку префектури Наґано. Розташоване на сході префектури, біля південно-східного підніжжя гори Асама, на луках, висотою 1000 м. Виникло на основі постоялого містечка раннього нового часу на Середгірському шляху. З другої половини 19 століття служить популярним місцем літнього відпочинку токійців, базою висикогірного туризму. Станом на 1 квітня 2009 площа містечка становила 156,05 км². Станом на 1 липня 2011 населення містечка становило 19 170 осіб.

## Визначні споруди
У містечку розташований кампус міжнародної школи UWC ISAK Japan, що входить до мережі Коледжів Об'єднаного Світу. Школу було відкрито у 2014 році, а приєднання до мережі UWC припало на 2017 рік. Наразі у закладі навчається близько 175 студентів 16-19 років з усього світу.

## Відомі уродженці
- Рональд Воттс — канадський вчений-політолог, дослідник федералізму. Компаньйон ордена Канади, член Королівського товариства Канади.